# Epsom (Nuevo Hampshire)
Epsom es un pueblo ubicado en el condado de Merrimack en el estado estadounidense de Nuevo Hampshire. En el Censo de 2010 tenía una población de 4.566 habitantes y una densidad poblacional de 51,16 personas por km².

## Geografía
Epsom se encuentra ubicado en las coordenadas 43°12′17″N 71°20′55″O / 43.20472, -71.34861. Según la Oficina del Censo de los Estados Unidos, Epsom tiene una superficie total de 89.25 km², de la cual 88.74 km² corresponden a tierra firme y (0.57%) 0.51 km² es agua.

## Demografía
Según el censo de 2010, había 4.566 personas residiendo en Epsom. La densidad de población era de 51,16 hab./km². De los 4.566 habitantes, Epsom estaba compuesto por el 97.88% blancos, el 0.39% eran afroamericanos, el 0.07% eran amerindios, el 0.57% eran asiáticos, el 0% eran isleños del Pacífico, el 0.26% eran de otras razas y el 0.83% pertenecían a dos o más razas. Del total de la población el 0.61% eran hispanos o latinos de cualquier raza.